# Lipocarpha comosa
Lipocarpha comosa är en halvgräsart som beskrevs av Jean Raynal. Lipocarpha comosa ingår i släktet Lipocarpha och familjen halvgräs. Inga underarter finns listade i Catalogue of Life.